# Gåsagylet
Gåsagylet är en sjö i Olofströms kommun i Blekinge och ingår i Skräbeåns huvudavrinningsområde. Vid provfiske har abborre och mört fångats i sjön.